# Ліноторакс

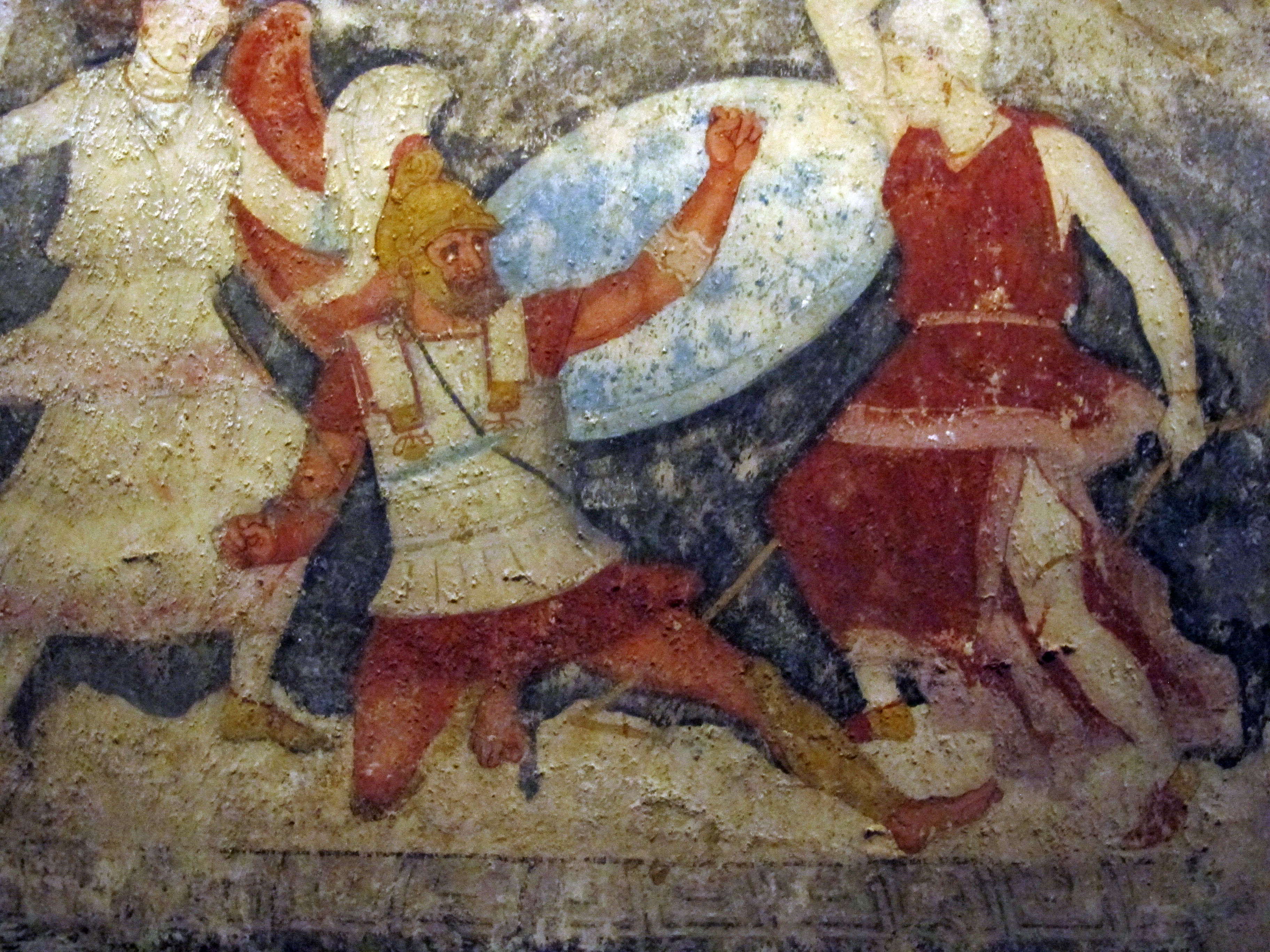
Вояк у лінотораксі. Фреска IV ст. до н. е. з «гробниці амазонок» у Таркуїнії (Італія)

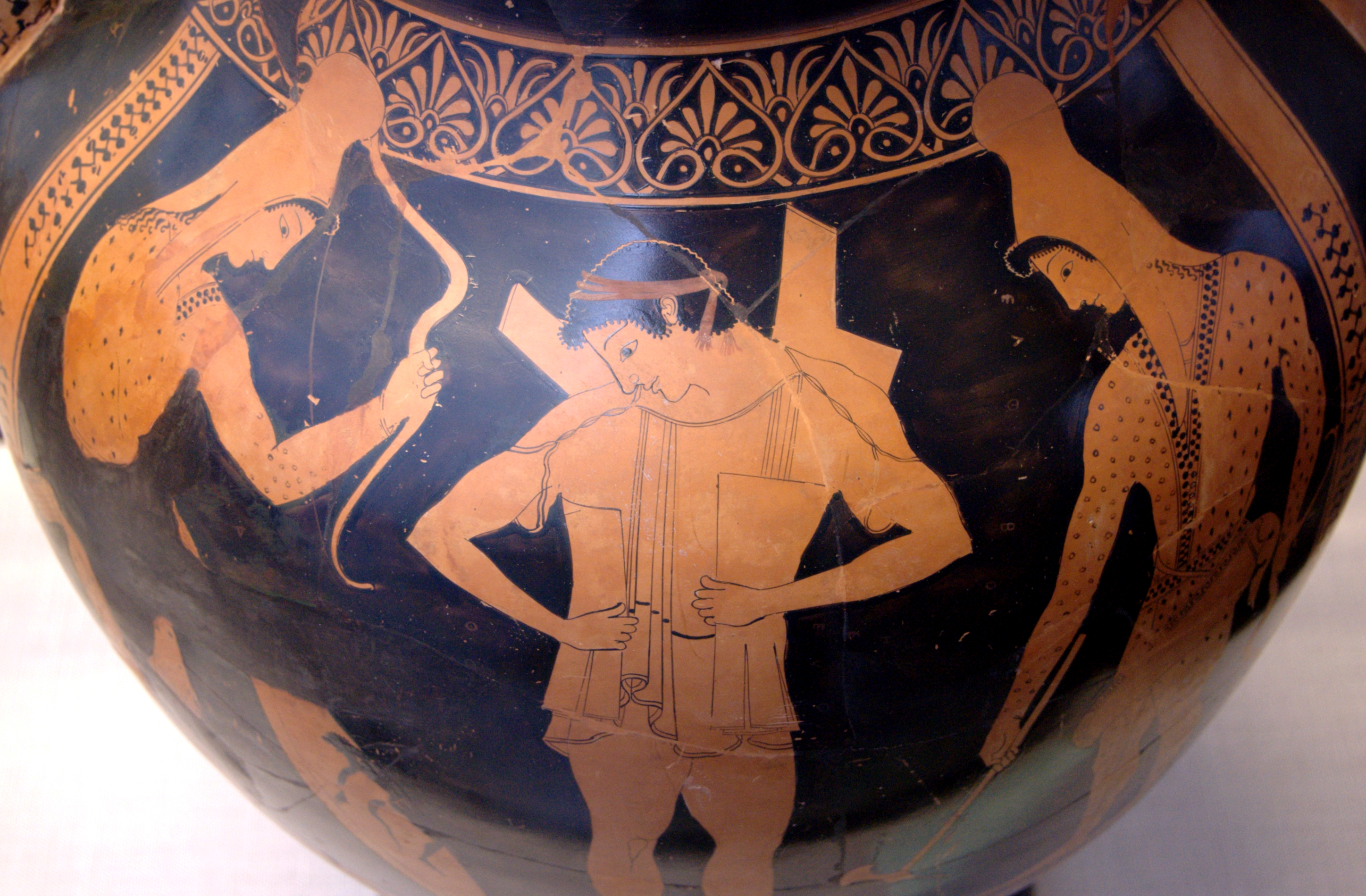
Вояк надягає ліноторакс. Видна пружна П-подібна деталь за плечима

Ліното́ракс (грец. λινοθώραξ) — давньогрецький панцир з кількох шарів лляної тканини. Був в ужитку з Мікенської доби до доби еллінізму і римського завоювання. Назва панцира походить від давньогрецького λινοθώραξ, ужитого у тексті в сенсі «вдягнутий у лляний панцир». Воно утворене зі слів λινό («льон») та θώραξ («грудна клітка», «панцир»). Це слово є загальноприйнятим для обладунків на тканинній основі, давньогрецька ж назва панцира точно не відома.

## Опис
Ліноторакс робили з лляної тканини, складаючи її у кілька шарів та проклеюючи кістковим клеєм. Загальна товщина шарів ліноторакса складала 0,5 см. Основна частина мала вигляд широкого полотна з виступами у районі горла та потилиці. Нижню частину розрізали на смуги, які звалися птеругами (πτέρυγες). Вони утворювали своєрідну «спідницю», яка мала прикривати стегна. Втім, іноді птеруги могли бути виконані і у вигляді окремої деталі. Полотно обгортали навколо тулуба та скріпляли на лівому боці. На потиличному виступі кріпили деталь П-подібної форми, кінці якої перекидали через плечі та пристібали на грудях (як на деяких сучасних комбінезонах). Проклеєні шари полотна були досить жорсткими: так, на давніх зображеннях видно, що відстібнута П-подібна деталь розпрямлена у силу свої пружності і стоїть вертикально за плечима. Для додаткового захисту лляний панцир могли посилювати металевими пластинами та лускою. Вага сучасної реконструкції ліноторакса сягає 3,6 кг (металева кіраса важить близько 6 кг).
Незважаючи на позірну м'якість матеріалу, ліноторакс забезпечував непоганий захист. Сучасна реконструкція ліноторакса, виконана спеціалістами з Університету у Грін-Беї (штат Вісконсин), показала на випробуваннях, що він був здатний витримувати влучення стріл з широкими наконечниками, а також протистояти рубаючим ударам холодної зброї. Полотно завдяки своїй цупкості гасило і розсіювало енергію, захищаючи воїна від поранень. Такий тип обладунку був особливо ефективним проти зброї азійських народів — кривих шабель, списів, легких сокирок.
Прийнято вважати, що матеріалом для ліноторакса слугувало лляне полотно. Проте, деякі дослідники ставлять під сумнів це твердження. Вони припускають, що для нього могла уживатися шкіра або комбінація обох матеріалів. Ліноторакс мав істотний недолік: кістковий клей, що використовувався для склеювання шарів тканини, боявся води, тому панцир треба було берегти від вологи.

## Історія

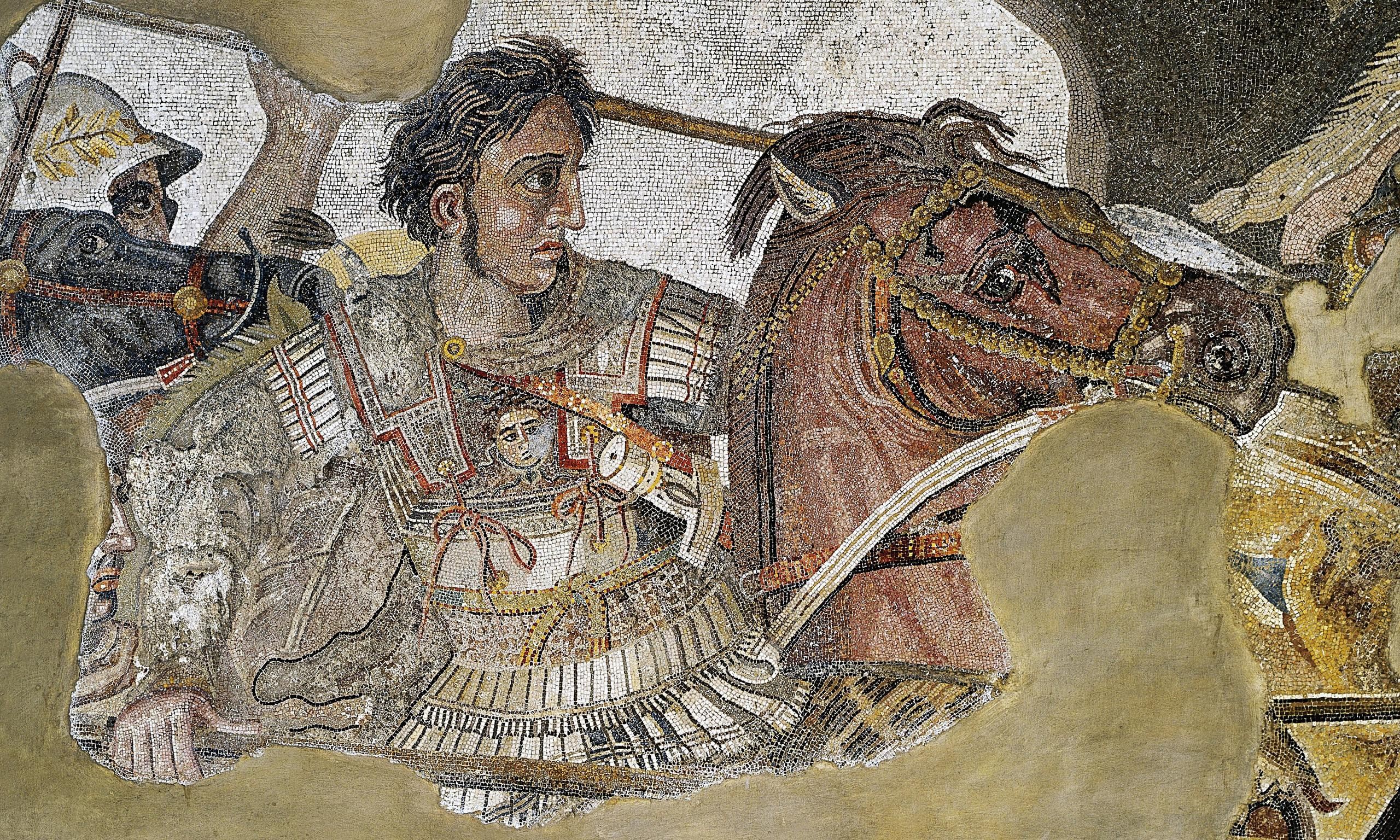
Александр Македонський у лінотораксі. Мозаїка у Помпеях, близько 100 до н. е.

Перша згадка про такий панцир трапляється у другій книзі гомерівської «Іліади», де його носить Аякс Малий. Опис його не наводиться, очевидно, сучасники Гомера були добре знайомі з подібними обладунками. Точний час його появи не визначений, проте, про нього пишуть такі історики як Геродот, Тит Лівій, Страбон та інші. Ліноторакс VII—VI ст. до н. е. починають використовувати давньогрецькі гопліти, як легшу і дешевшу альтернативу бронзовим кірасам. Про поширення лляних панцирів свідчить те, що їх часто можна побачити на розписах часів греко-перських воєн. Ліноторакси були поширені протягом пелопонеської війни, завойовницьких походів Александра Македонського аж до часів римського завоювання.
Лляний панцир використовували не лише греки, але й інші народи Середземномор'я. Відомо про широке застосовування лінотораксів в армії Александра Македонського. Легка, доступна лляна тканина після не надто складної обробки забезпечувала відносно надійний захист в умовах посушливого клімату Передньої Азії. Мозаїка у Помпеях зображає Александра саме у такому панцирі.

## Аналогічні обладунки
Сполас

Сполас — давньогрецький панцир, який іноді ототожнюють з лінотораксом, втім припускають, що він міг бути й шкіряним.
Котфіб

Ко́тфіб (грец. κότθυβος) — давньомакедонський панцир, можливо, інша назва ліноторакса.
Лорика лінтеа

Лляний панцир, аналогічний давньогрецькому лінотораксу, використовували і у Стародавньому Римі під назвою «лорика лінтеа» (lorica lintea), тобто «лляна лорика».

## Галерея

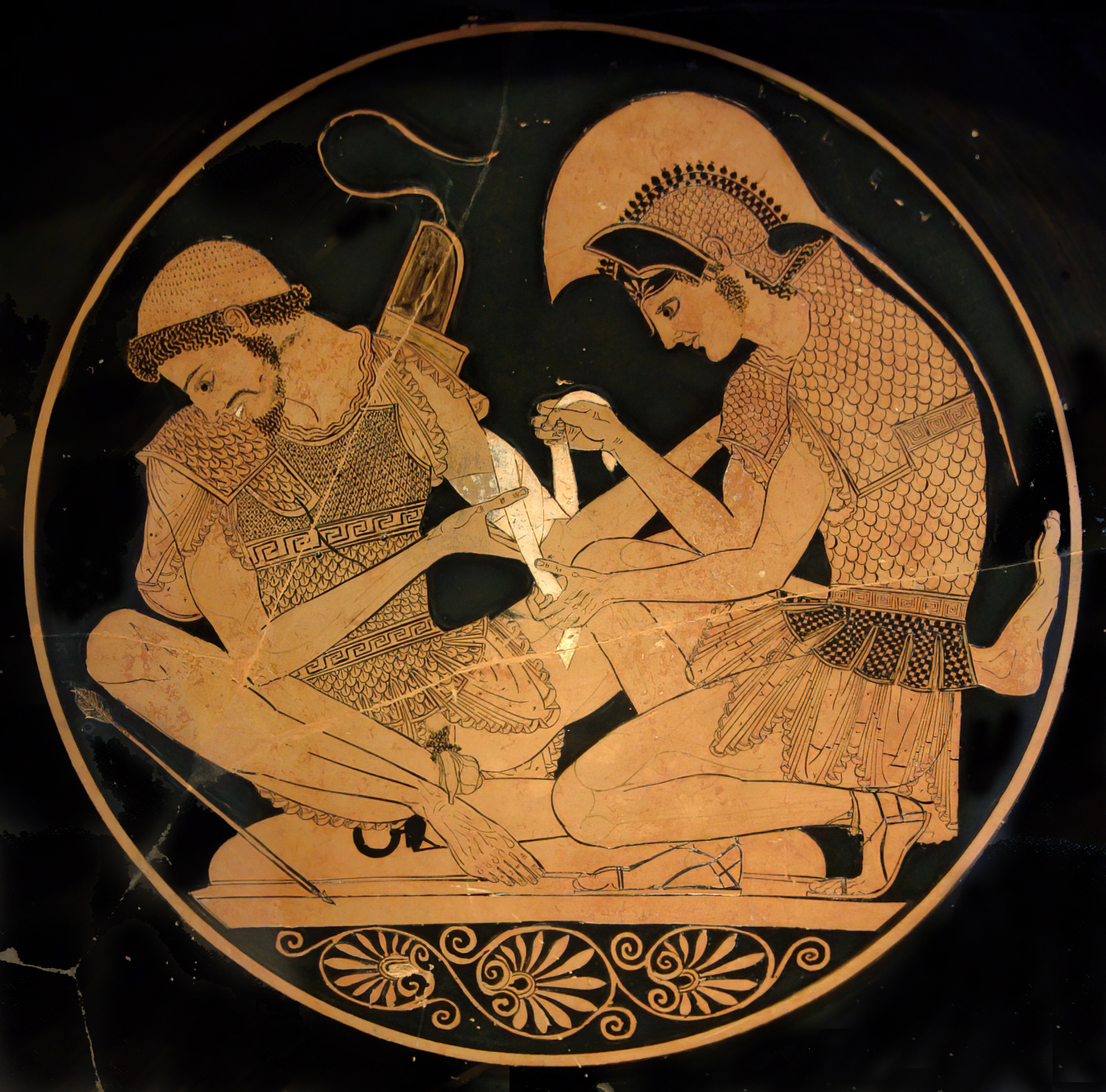
Ахіллес перев'язує пораненого Патрокла. Обидва у лінотораксах, посилених металевою лускою. У Патрокла відстібнутий лівий наплечник. Аттична червонофігурна ваза, бл. 500 р. до н. е.
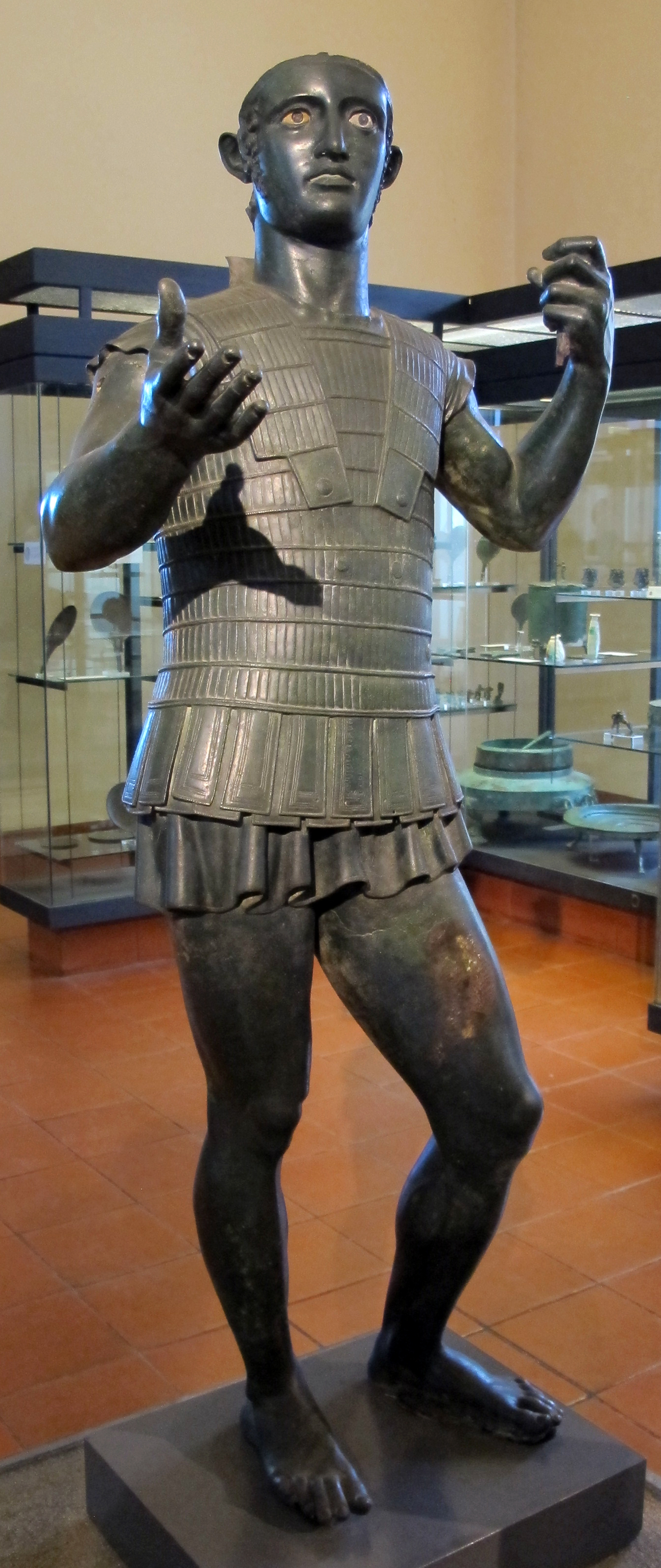
Статуя Марса у лінотораксі. Кінець V ст. до н. е.
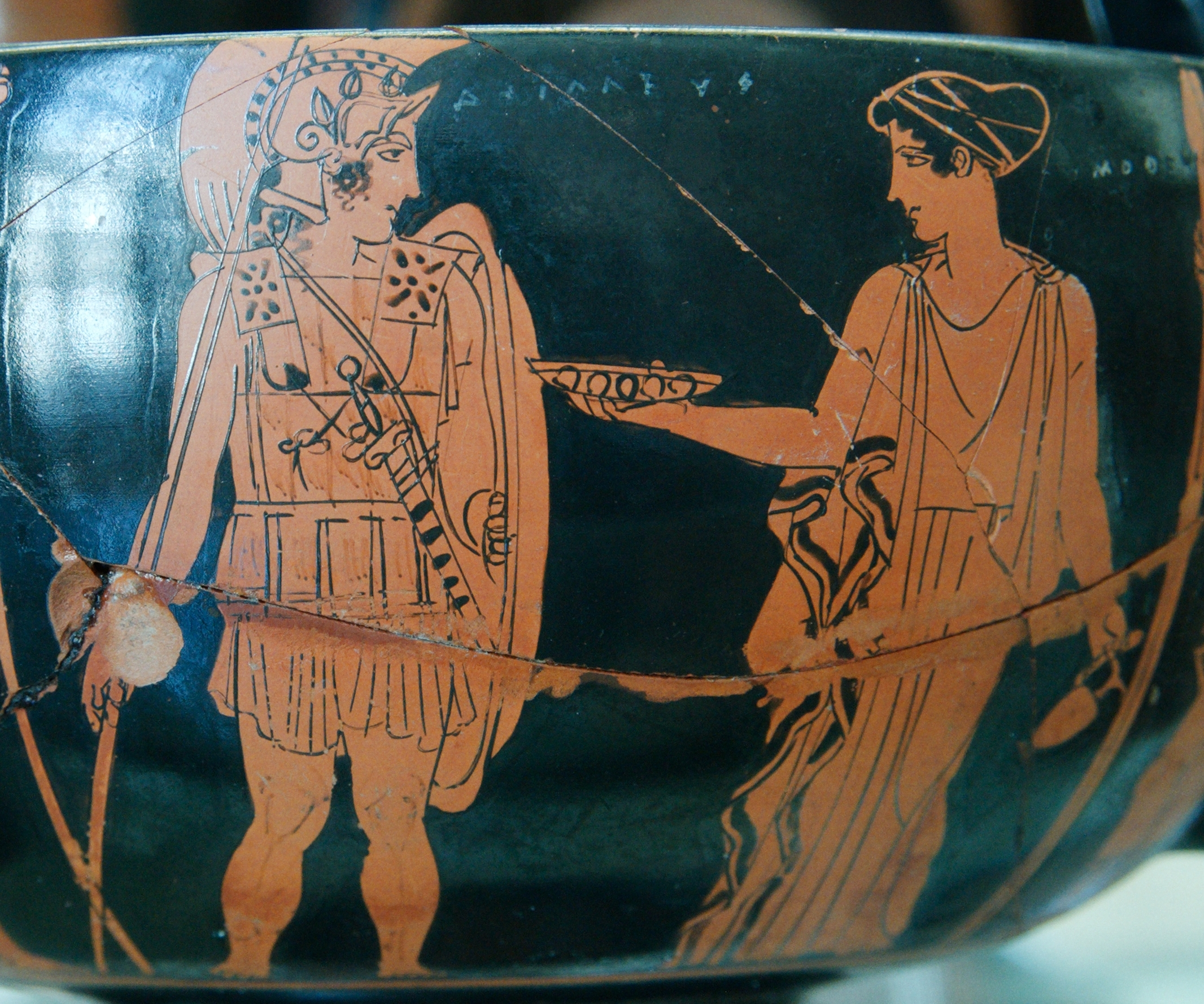
Ахіллес у лінотораксі. Зображення на червонофігурному канфарі, 450-400 р.р. до н. е.
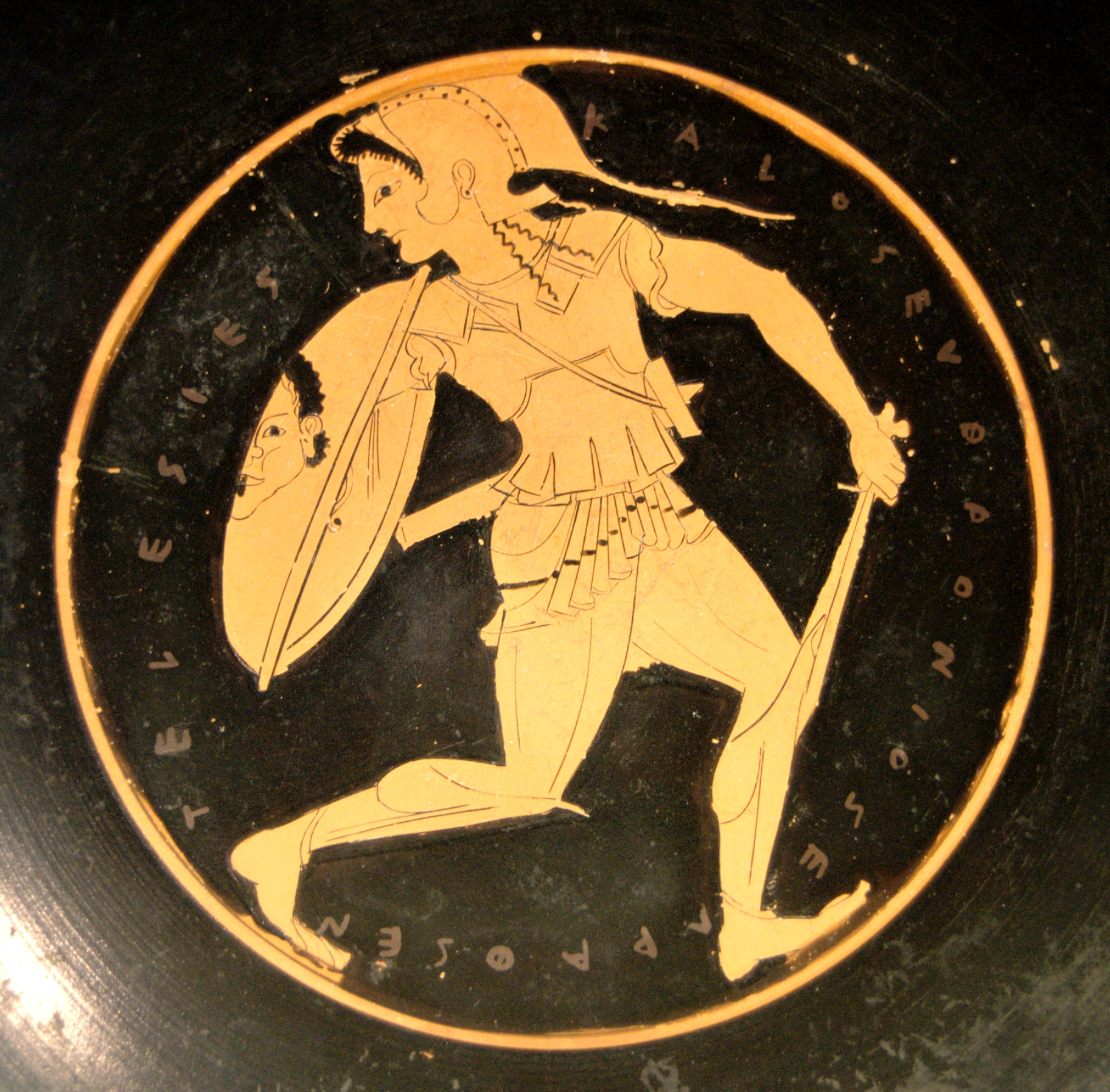
Амазонка у лінотораксі. Зображення на червонофігурній вазі, 510-500 р.р. до н. е.
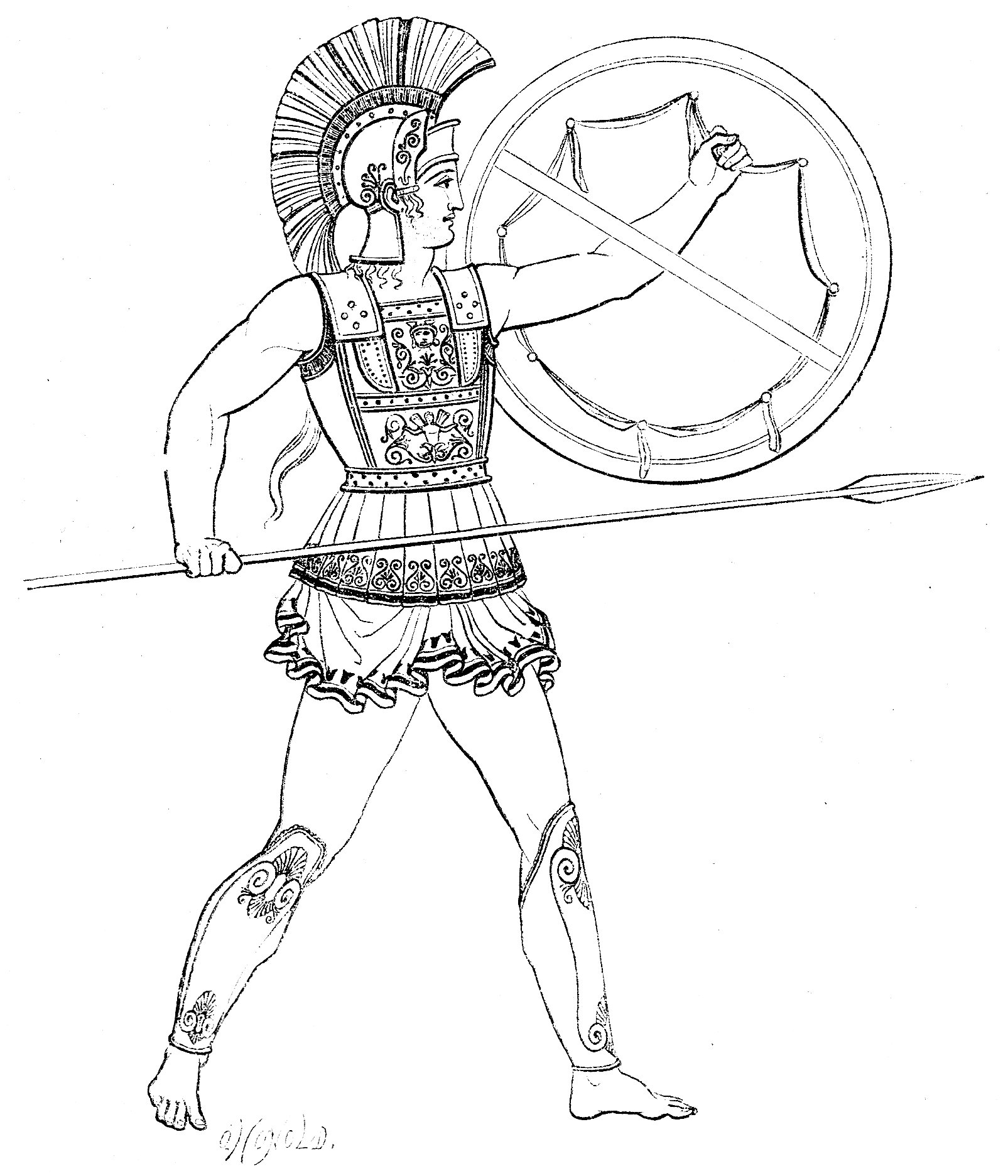
Гопліт у лінотораксі. Сучасний малюнок
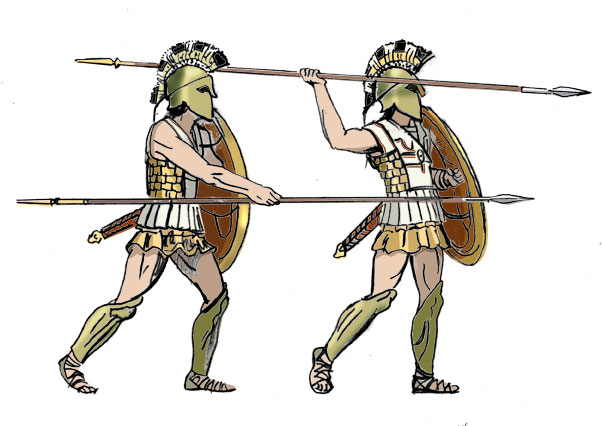
Гопліти у лінотораксах
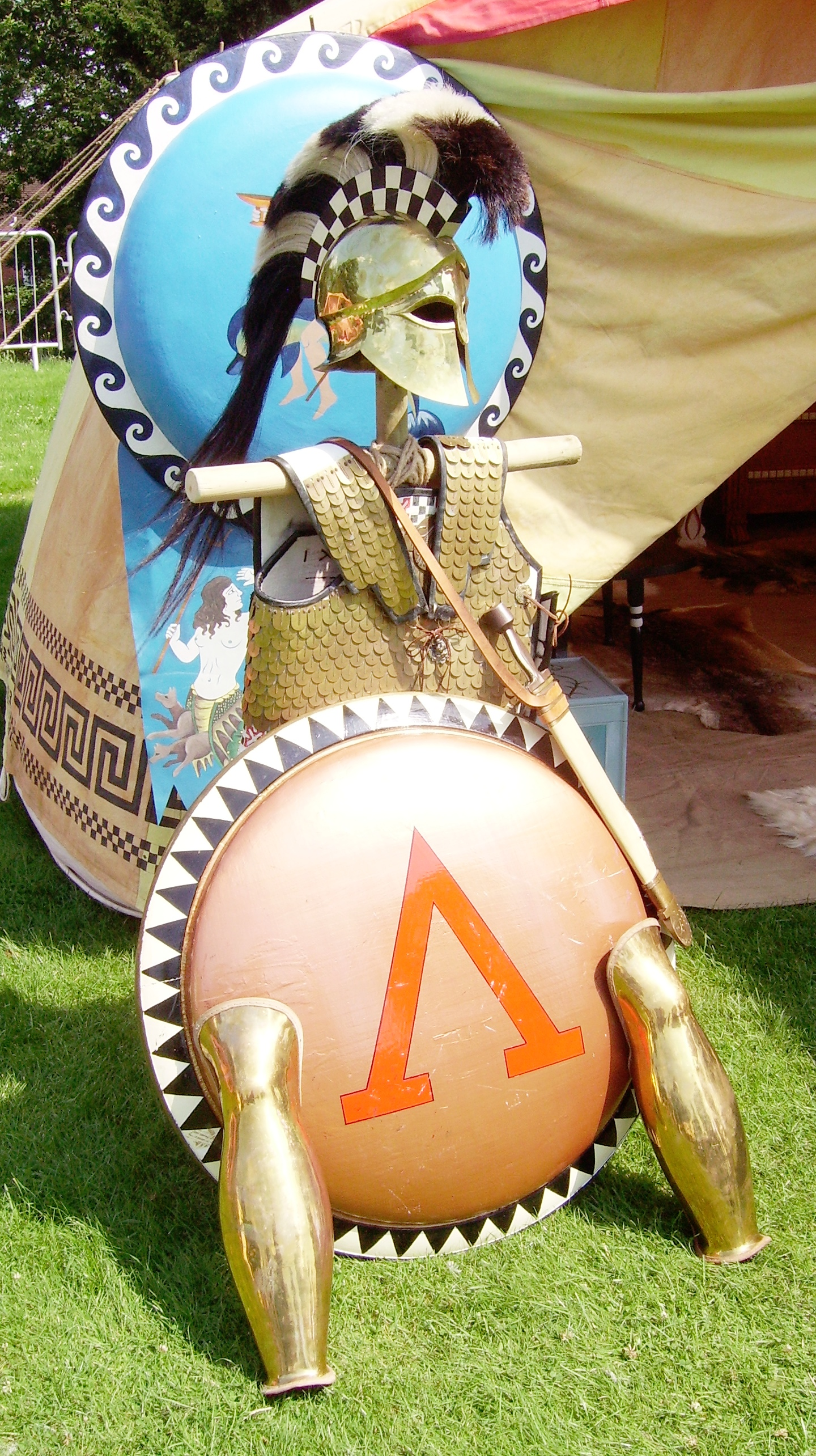
Сучасна реконструкція давньогрецьких щита, меча, шолома, поножів та ліноторакса